# Forgács László
Forgács László névvariáns: Forgách (Budapest, 1921. június 3. – Budapest, 1996. december 12.) magyar színész.

## Életpályája
Budapesten született Fogel László néven, 1921. június 3-án. 1945-ben tette le a színészvizsgát a színészszakszervezet előtt. Pályája pódiumfellépéseken indult (La Fontaine Társaság, Vajda János Társaság), és a főváros több kabaréjában is szerepelt. 1948-tól a Fővárosi Népművelési Központ Staggionetársulatában játszott, 1949-től a Kamara Varietében lépett fel. 1951-től a Vidám Színpad tagja volt. Vendégművészként az Irodalmi Színpadon és a Játékszínben játszott.
Kabarék és prózai, illetve zenés vígjátékok kisebb karakterszerepeinek avatott megformálója, közkedvelt művelője volt. Fanyar humorú színészegyéniség, aki a „Nevetésünk története” című sorozattal a Képes Újság (1966) című lapban emlékezett meg pályatársairól és a  kabaré történetéről. TIT-előadásaiért 1981-ben aranykoszorút kapott, 1984-ben Munka Érdemrend elismerésben részesült.
Számos filmben szerepelt, köztük külföldi: amerikai, francia, német és angol játékfilmekben is. Bolgár Istvánnal közös könyve: A pesti kabaré címmel 1966-ban jelent meg. Önálló estjeivel külföldön is fellépett. 1991-ben még készült egy újabb könyve megjelentetésére, amely Az élet egy kabaré (avagy Egy kabarészínész kalandjai) címet viselte volna, de sajnos ez a terve nem valósult meg.

## Könyv
- Forgács László – Bolgár István: A pesti kabaré (1966)

## Fontosabb színházi szerepeiből
- Kellér Dezső: Pomócsi sorozat
- Osztályon felüli kabaré
- Így játsztok ti (paródia)
- Nagy Endre: A miniszterelnök... Házmester
- Luigi Pirandello: Velencei kékszakáll... Vigadano, zenetanár
- Fjodor Mihajlovics Dosztojevszkij: Két férfi az ágy alatt... Harmonikás
- Békeffi István: Szerencsés flótás... Szabó
- Vaszary Gábor: Az ördög nem alszik... Kántor

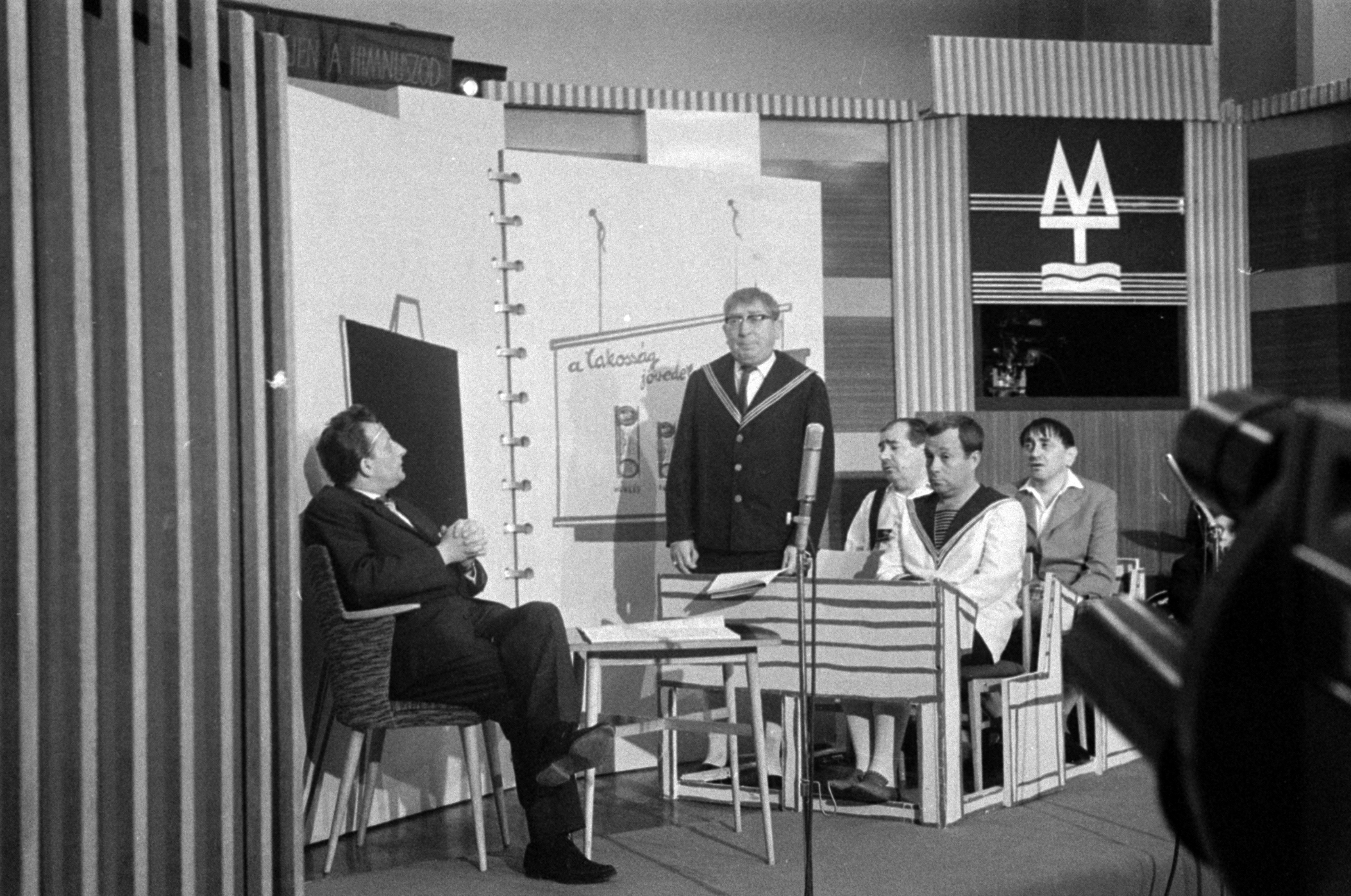
Magyar Rádió 6-os stúdiója, Forgács László, Csákányi László, Hlatky László, Márkus László és Kibédi Ervin színművészek Róna Tibor kabaréjának felvételén a tanár, Kelemen, Pempő, Gajdos és Kaponya szerepében

- Utazás a viták körül (kabaré)
- Egyebek és emberek (kabaré)
- 120 éven aluliaknak (kabaré)
- Válámi ván ... a pesti Rajkin
- Több nyelven beszélünk (kabaré)
- Vigyázat, utánozzák! (kabaré)
- Vidám kínpad (kabaré)

## Filmek, tv
- Salamon Béla emlékműsor
- Vonósnégyes
- Csigalépcső (1957)
- Vasvirág (1958)
- Bogáncs (1959)
- Szerelem csütörtök (1959)
- Két emelet boldogság (1960)
- Özvegy menyasszonyok (1964)
- Patyolat akció (1965)
- Egy óra múlva itt vagyok (sorozat) A találkozás című rész (1973) ... Főhadnagy a kocsmában
- A palacsintás király (1973)
- A dunai hajós (1974)
- Bach Arnstadtban (1975)
- Gilgames (1976)
- Kántor (sorozat) Havas történet című rész (1976)
- Robog az úthenger (sorozat) Balatoni betyárok című rész (1976)
- Csaló az üveghegyen (1977)
- Cigánykerék (1978)... Iskolaigazgató
- Ebéd (1978)
- Naftalin (1979)
- Rab ember fiai (1979)
- Mint oldott kéve (sorozat) Magyarország-Bécs-Colmar-Párizs 1849-1951 című rész (1983)
- Két férfi az ágy alatt (1983)
- Orvosnök (1984)
- A varázsló álma (1987)
- Vera (1987)
- Alapképlet (1989)
- Szindbád nyolcadik utazása (sorozat) 5. 7. 9. rész (1989)
- Gyuszi ül a fűben (sorozat) 4. 10. rész (1989-1990)

## Díjai, elismerései
- TIT aranykoszorú (1981)
- Munka Érdemrend (1984)